# Antandroya tulearensis
Antandroya tulearensis är en insektsart som beskrevs av Mamet 1959. Antandroya tulearensis ingår i släktet Antandroya och familjen skålsköldlöss.
Artens utbredningsområde är Madagaskar. Inga underarter finns listade i Catalogue of Life.